# Московский издательско-полиграфический колледж имени Ивана Фёдорова
Московский издательско-полиграфический колледж имени Ивана Фёдорова — средне-профессиональное учебное заведение города Москвы, расположенное по адресу: Ярославское шоссе, дом 5с2. Основан 5 мая 1929 года декретом Совнаркома РСФСР. До 1994 года назывался техникумом.
МИПК проводит обучение по таким специальностям, как «Полиграфическое производство», «Издательское дело», «Графический дизайнер» «Дизайн» (по отраслям), «Реклама», «Анимация и анимационное кино (по видам)», «Информационные системы и программирование», «Мастер полиграфического производства».
Абитуриенты принимаются как на коммерческой, так и на бюджетной основе, в зависимости от результатов экзаменов и среднего балла аттестата.
При колледже существует собственная типография, выпускающая брошюры и учебники.

## Другие полиграфические учебные заведения
- Полиграфический колледж № 56
- Московский государственный университет печати
- Высший художественно-технический институт
- Северо-Западный институт печати
- Украинская академия печати